# Ámame o déjame
«Ámame o déjame» es una canción de la cantante Mónica Naranjo producida por esta y Cristóbal Sansano e incluida en el año 1997 en el segundo álbum de estudio de la cantante, Palabra de mujer.
En 1998 "Ámame o déjame" fue lanzada en España y en México, como el quinto sencillo de Palabra de mujer. 
En 2009 regrabó la canción con el cantante Raphael, tema que se incluyó en la edición especial del nuevo álbum del mismo, que es el segundo volumen de los grandes éxitos del artista junto con otros artistas, "50 Años Después - En Directo y Al Completo (Deluxe)"

## Créditos
- Voz principal: Mónica Naranjo.
- Escrita por: Mónica Naranjo, Cristóbal Sansano.
- Compuesta por: Cristóbal Sansano.
- Producida por: Mónica Naranjo, Cristóbal Sansano.
- Programación por: Cristóbal Sansano.

## Versiones y remixes

### Estudio
- Álbum Versión — 04:59

### Dueto
- Con Raphael — 04:36

### Directo
- Versión Tour Palabra de Mujer
- Versión Adagio Tour

## Formatos
| Promo CD (SAMPCS 6410) 1. "Ámame o déjame" — 4:59 Promo CD (PRCD 97465) 1. "Ámame o déjame" — 4:59 |

- Datos: Q6172994